# 産業遺産
産業遺産（さんぎょういさん）とは、ある時代においてその地域に根付いていた産業の姿を伝える遺物、遺構、遺跡である。一方で歴史的背景があり、かつ現在も稼働している事例もあり、これは稼働遺産として区分される。日本の近代化遺産に顕著なように、産業遺産は産業革命以降の鉱工業の遺産を指す場合にしばしば用いられるが、「産業」には農林水産業や商業なども含まれるため、何をもって産業遺産とするかについては、専門家の中でも定義が一様ではない。
国際産業遺産保存委員会 (TICCIH) は、2003年に採択したニジニータギル憲章において「歴史的・技術的・社会的・建築学的、あるいは科学的価値のある産業文化の遺物からなる」と定義している。

## 歴史
「産業遺産」は英語の Industrial Heritage を翻訳したものである。イギリスで産業考古学が成立した後、研究対象の明確化のために定義付けられた語で、当初は産業革命以後を対象とするものとされた。日本では文化庁が造語した「近代化遺産」が訳語として充てられることもある。

## 保護
日本では、明治時代以降の産業遺産の中でも優れたものは、文化庁によって近代化遺産として重要文化財として指定を受けている。そこに含まれない物件にも、登録文化財制度の活用などによって保護されているものがある。また、経済産業省による近代化産業遺産の制度もある。ヨーロッパでは「ヨーロッパ産業遺産の道」プロジェクトが展開している。

## 活用
近代以降の工場や鉱山に顕著なように、産業遺産と位置付けうるものには、機能性が重視される一方、美的側面が等閑視されていたものも少なくない。また、鉱山や高炉などはその大きさに伴う高額の維持費が必要となる。
こうした短所を踏まえ、産業遺産をどう活用するかという問題について、世界各地で様々な試みが行われている。すべて回るには2泊3日は必要になる広大な敷地一帯を野外展示も含めた博物館として整備したアイアンブリッジ渓谷博物館（イギリス）や、石灰石の巨大な廃坑が商用スペースなどに活用されているカンザスシティ（アメリカ）などはその例である。

## 世界遺産
世界遺産にも産業遺産は多く含まれている。最初に登録された産業遺産はポーランドのヴィエリチカ岩塩坑で、1978年のことであったが、急増するようになったのは1990年代以降のことである。その背景には「均衡で代表性、信頼性のある世界遺産リストを構築するためのグローバル・ストラテジー」（the Global Strategy for a Balanced, Representative and Credible World Heritage List）がある。この文書は1994年の世界遺産委員会で採択されたもので、従来ヨーロッパに偏りがちだった文化遺産登録の見直しを企図したものである。この見直しの一環として、「産業」という多様な形で世界中に存在する概念の評価が持ち上がったのである。
ただし、元々国ごとに何を産業遺産と見なすかは、その国の歴史的経緯などによっても左右される。世界遺産の物件についても、論者によって何を産業遺産に含むかは異なる。ここではICOMOSが公表している「世界遺産の中の産業・技術遺産」リスト（2011年）を基にしつつ、他の論者のものも取り込んで一覧を作成した。

### 鉱業
|  | コーンウォールと西デヴォンの鉱山景観                                     | イギリス            | かつては銅、スズ、砒素などの世界的な産地だった。                               |
|  | ファールンにある大銅山の鉱業地域                                         | スウェーデン        | 世界的な大銅山とその周辺。                                                     |
|  | ラス・メドゥラス                                                         | スペイン            | 古代ローマ当時の採掘坑などが残るかつての金山。                                 |
|  | 水銀の遺産アルマデンとイドリヤ                                           | スペイン/スロベニア | 南米大陸の銀産出に寄与した水銀鉱山群。                                         |
|  | バンスカー・シュチャヴニツァ歴史地区と近隣の工業建築物群                 | スロバキア          | 金と銀の採掘で知られた鉱山の町。                                               |
|  | クトナー・ホラの聖バルボラ教会のある歴史地区とセドレツの聖母マリア大聖堂 | チェコ              | 銀鉱山の町として栄えた。                                                       |
|  | ハンバーストーンとサンタ・ラウラの硝石工場群                             | チリ                | かつてチリの重要産業だった硝石の精製所。                                       |
|  | スウェルの鉱山都市                                                       | チリ                | 銅採掘のために20世紀初頭に建造された鉱山都市。                                 |
|  | ランメルスベルク鉱山、歴史都市ゴスラーとオーバーハルツ水利管理システム   | ドイツ              | ゴスラーはかつて金、銀、鉛などを産出したランメルスベルク鉱山のおかげで栄えた。 |
|  | エッセンのツォルフェアアイン炭鉱業遺産群                                 | ドイツ              | 特にバウハウス様式の第12採掘坑が建築の観点からも評価されている。               |
|  | 石見銀山遺跡とその文化的景観                                             | 日本                | 16世紀には世界屈指の銀山として栄えた。                                         |
|  | レーロースの鉱山街とその周辺                                             | ノルウェー          | 銅鉱山の町。                                                                   |
|  | 古都オウロ・プレット                                                     | ブラジル            | 金の採掘で栄えた都市。                                                         |
|  | ディアマンティーナ歴史地区                                               | ブラジル            | ダイヤモンドの採掘で栄えた都市。                                               |
|  | ノール＝パ・ド・カレーの鉱業盆地                                         | フランス            | 広大な炭田地帯とその関連施設群。                                               |
|  | ワロン地方の主要な鉱山遺跡群                                             | ベルギー            | 4つの炭鉱と関連する産業建築や計画都市を対象とする。                            |
|  | モンス市スピエンヌの新石器時代の火打石採掘地                             | ベルギー            | 新石器時代の大規模な地下採掘場などが残る。                                     |
|  | ポトシ市街                                                               | ボリビア            | 世界的な銀山の下で栄えた町                                                     |
|  | 古都グアナフアトとその銀鉱群                                             | メキシコ            | 16世紀から18世紀には銀の採掘で栄えた。                                         |
|  | サカテカス歴史地区                                                       | メキシコ            | グアナフアト同様、メキシコを代表する銀鉱山の町として栄えた。                   |

### 製造業
製鉄業
|  | アイアンブリッジ峡谷                              | イギリス     | 世界初の鉄橋が架けられた場所。                                                                   |
|  | ブレナヴォン産業用地                              | イギリス     | 19世紀の産業革命の一大拠点で、ビッグピット炭坑をはじめとする炭坑や製鉄所などが残る。             |
|  | エンゲルスバーリ製鉄所                            | スウェーデン | かつてのスウェーデンの代表的な製鉄所。                                                           |
|  | フェルクリンゲン製鉄所                            | ドイツ       | 第二次産業革命期の大製鉄所。                                                                     |
|  | スクルの文化的景観                                | ナイジェリア | 古くから製鉄業が営まれてきた伝統的な集落。                                                       |
|  | 明治日本の産業革命遺産 製鉄・製鋼、造船、石炭産業 | 日本         | 幕末から明治時代までの日本の重工業に関する遺産。製鉄だけにとどまらないが、便宜上この項目に置く。 |

製塩業
|  | ザルツカンマーグート地方のハルシュタットとダッハシュタインの文化的景観       | オーストリア | 5000年ほど前にまで遡る岩塩採掘の地。                                   |
|  | サラン＝レ＝バンの大製塩所からアル＝ケ＝スナンの王立製塩所までの煎熬塩の生産 | フランス     | 中世以来の歴史を持つ大製塩所と近代産業都市のさきがけとなった計画都市。 |
|  | ヴィエリチカとボフニャの王立岩塩坑群                                         | ポーランド   | 廃坑になっていないものとしては世界最古級の岩塩坑を含む。               |

繊維工業
|  | ソルテア                                                                       | イギリス | ソルト卿によって建てられた産業都市。                                                       |
|  | ダーウェント峡谷の工場群                                                       | イギリス | 産業革命初期の代表的な繊維工場群。                                                         |
|  | ニュー・ラナーク                                                               | イギリス | 産業革命後の劣悪な労働環境を改善するために人道主義者ロバート・オウエンがつくった計画都市。 |
|  | クレスピ・ダッダ                                                               | イタリア | クレスピによって建てられた産業都市。                                                       |
|  | カゼルタの18世紀の王宮と公園、ヴァンヴィテッリの水道橋とサン・レウチョの邸宅群 | イタリア | 構成資産のサン・レウチョの邸宅群には絹関連工場群が含まれる。                               |
|  | 富岡製糸場と絹産業遺産群                                                       | 日本     | 絹産業の技術革新と国際交流を伝える4件の構成資産で成り立つ。                                |

その他の製造業
|  | ヴェルラ砕木・板紙工場                                     | フィンランド | 森林と結びつきの深いフィンランドの伝統的な製紙業の姿を伝える工場群。                                         |
|  | プランタン＝モレトゥスの家屋・工房・博物館複合体           | ベルギー     | クリストフ・プランタンが開き、その後、ベルギー印刷業で重要な地位を占めた工房で、現存最古の印刷機などが残る。 |
|  | ラ・ショー＝ド＝フォンとル・ロックル、時計製造業の都市計画 | スイス       | スイスの代表的産業のひとつである時計製造業が都市計画にも反映された街並み。                                   |
|  | アルフェルトのファグス工場                                 | ドイツ       | 靴を作る際に使う靴型を製造する工場で、モダニズム建築の傑作としても評価されている。                           |
|  | リューカン＝ノトデンの産業遺産                             | ノルウェー   | 水力発電所なども含めた複合施設群で、低廉な電力を背景に窒素固定を行い、化学肥料などを生産した。               |

### 農業・食料生産
|  | ヴァル・ドルチャ                               | イタリア     | ブドウ畑などが広がる田園風景。                                                                       |
|  | フライ・ベントスの産業景観                     | ウルグアイ   | 世界中に輸出された食肉加工業の遺産群。                                                               |
|  | ファン・ネレ工場                               | オランダ     | コーヒー、紅茶、タバコの生産を行った工場であるとともに、機能主義建築の傑作として高く評価されている。 |
|  | キューバ南東部のコーヒー農園発祥地の景観       | キューバ     | 171のコーヒー・プランテーションの遺跡群。                                                            |
|  | ビニャーレス渓谷                               | キューバ     | 伝統的にタバコの栽培などが営まれてきた地域。                                                         |
|  | トリニダとロス・インヘニオス渓谷               | キューバ     | サトウキビ栽培と製糖工場で栄えた地域。                                                               |
|  | コロンビアのコーヒー産地の文化的景観           | コロンビア   | コロンビアコーヒーの主要産地の農業景観。                                                             |
|  | ラヴォーのブドウ段々畑                         | スイス       | スイスの代表的な伝統的ワイン栽培地帯の産業景観。                                                     |
|  | エーランド島南部の農業景観                     | スウェーデン | 石灰岩の荒涼とした土地で新石器時代から積み重ねられてきた農業景観。                                   |
|  | ヴェーガ群島                                   | ノルウェー   | ケワタガモの飼育と羽毛の採取を古くから営んでいた地域。                                               |
|  | トカイのワイン産地の歴史的・文化的景観         | ハンガリー   | ハンガリーを代表する貴腐ワインの生産地域。                                                           |
|  | フィリピン・コルディリェーラの棚田群           | フィリピン   | 2000年以上にわたり培われてきた広大な棚田。                                                           |
|  | サン＝テミリオン地域                           | フランス     | ボルドーにほど近いワインの名産地。                                                                   |
|  | ブルゴーニュのブドウ畑のクリマ                 | フランス     | ブルゴーニュワインの主産地の文化的景観と、それを管理したディジョンの歴史地区。                       |
|  | シャンパーニュの丘陵、メゾンとカーヴ           | フランス     | シャンパンの産地の農工業景観。                                                                       |
|  | アルト・ドウロ・ワイン生産地域                 | ポルトガル   | ドウロ川上流に広がる2000年来のブドウ畑景観やワイン生産施設群。                                       |
|  | ピコ島のブドウ園文化の景観                     | ポルトガル   | アゾレス諸島におけるワイン生産の苦闘の歴史を偲ばせる景観。                                           |
|  | テキーラの古い産業施設群とリュウゼツランの景観 | メキシコ     | 歴史的にも重要なテキーラの生産地域。                                                                 |

### 水利施設・干拓事業
|  | シューシュタルの歴史的水利施設         | イラン         | サーサーン朝ペルシア時代にまでさかのぼる大規模な水利施設群。 |
|  | オマーンの灌漑システム、アフラジ       | オマーン       | 乾燥地帯の用水路群。                                         |
|  | キンデルダイク＝エルスハウトの風車網   | オランダ       | オランダの歴史と不可分な排水システムの代表例。               |
|  | Ir.D.F.ヴァウダヘマール                | オランダ       | 世界最大の蒸気式揚水場。                                     |
|  | スホクラントとその周辺                 | オランダ       | 20世紀の干拓事業の優れた例。                                 |
|  | ベームスター干拓地                     | オランダ       | オランダで最古の干拓地。                                     |
|  | セゴビア旧市街とローマ水道橋           | スペイン       | 古代ローマ時代の水道橋が残る。                               |
|  | 青城山と都江堰の水利施設群             | 中華人民共和国 | 紀元前に遡る中国の灌漑施設。                                 |
|  | ポン・デュ・ガール                     | フランス       | ガルドン川に架かる古代ローマ時代の水道橋。                   |
|  | パドレ・テンブレケ水道橋の水利システム | メキシコ       | ヨーロッパの技術とアメリカ先住民文化の融合。                 |

### 水産業
|  | レッド・ベイのバスク人捕鯨基地 | カナダ     | ニューファンドランド・ラブラドール州に残る、16世紀にバスク人が進出して捕鯨活動に従事していた時の遺跡群。 |
|  | 真珠採り、島の経済を物語るもの | バーレーン | かつてペルシア湾岸で栄えた天然真珠採取に関連する遺跡・建造物群。                                         |

### 交通・通信
鉄道・駅舎
|  | レーティッシュ鉄道アルブラ線・ベルニナ線と周辺の景観     | イタリア/スイス | 20世紀初頭における鉄道技術の優れた例証。                                     |
|  | インドの山岳鉄道群                                       | インド          | ダージリン・ヒマラヤ鉄道、ニルギリ山岳鉄道、カールカー＝シムラー鉄道を含む。 |
|  | チャトラパティ・シヴァージー・ターミナス駅               | インド          | 19世紀の卓抜な鉄道駅舎建築。                                                 |
|  | ゼメリング鉄道                                           | オーストリア    | 1854年完成の世界初の山岳鉄道。                                               |
|  | ブダペストのドナウ河岸とブダ城地区およびアンドラーシ通り | ハンガリー      | 世界初の電化されたブダペスト地下鉄が開通した地域。                           |

運河
|  | ポントカサステ水路橋と運河                                                     | イギリス | 19世紀初頭に完成したイギリス最大級の運河。      |
|  | アムステルダムのシンゲル運河の内側にある17世紀の環状運河地域                   | オランダ | 17世紀に整備された3本の環状運河とその周辺地区。 |
|  | リドー運河                                                                     | カナダ   | 北米最古の運河。                                |
|  | ミディ運河                                                                     | フランス | 17世紀に建造された大運河。                      |
|  | ラ・ルヴィエールとル・ルーにあるサントル運河の4つのリフトとその周辺 (エノー州) | ベルギー | 現在も稼動可能な19世紀末頃のボートリフト。      |

橋梁
|  | フォース橋                                     | イギリス                 | 19世紀末の鉄道橋で、当時の技術水準を伝える。             |
|  | ビスカヤ橋                                     | スペイン                 | 世界初の運搬橋。                                         |
|  | ヴィシェグラードのソコルル・メフメト・パシャ橋 | ボスニア・ヘルツェゴビナ | 16世紀のオスマン帝国における土木技術水準の高さを示す橋。 |

通信
|  | ヴァールベリのグリメトン無線局 | スウェーデン | 1923年に建造された無線通信施設で、アメリカとの大西洋横断無線通信に使用された。 |

### 商業・交易
|  | 乳香の土地                                 | オマーン     | 乳香の交易路跡や港町の遺跡、および乳香の栽培地など                         |
|  | ハンザ同盟都市ヴィスビュー                 | スウェーデン | ハンザ貿易で栄えた港町の遺構。                                             |
|  | バレンシアのラ・ロンハ・デ・ラ・セダ       | スペイン     | 地中海貿易で栄えたバレンシアに残る商品取引所。                             |
|  | ハンブルクの倉庫街とチリハウスを含む商館街 | ドイツ       | 19世紀後半から20世紀前半に形成された世界最大級の倉庫街などを含む商業地区。 |
|  | 月の港ボルドー                             | フランス     | 新古典主義時代の都市計画が良好に保存されている港町。                       |

### その他
|  | 王立展示館とカールトン庭園                       | オーストラリア        | メルボルン博覧会のために建てられた産業展示館など。                       |
|  | ジャイプールのジャンタル・マンタル               | インド                | 18世紀初頭に建造されたムガル帝国の天体観測施設。                         |
|  | シュトルーヴェの測地弧                           | スウェーデンほか9カ国 | 広大な範囲に点在する三角測量施設群。                                     |
|  | ヴァイマルとデッサウのバウハウスとその関連遺産群 | ドイツ                | 建築学校バウハウスで生まれた様式はその後世界の建築様式に影響を及ぼした。 |
|  | アムステルダムの防塞線                           | オランダ              | 水門と堤防を効果的に利用することを想定した巨大な土木構築物。             |
|  | アープラヴァシ・ガート                           | モーリシャス          | 19世紀のインドからの移民労働者の受け入れ口。                             |

## 世界遺産以外の事例
- パディントン駅（イギリス） - 1854年完成の鉄とガラスの大空間。ブルネル設計。グレートウェスタン鉄道の起点駅。
- クロスネス下水処理場（Crossness Pumping Station, イギリス） - 1865年完成のヴィクトリア朝ゴシック様式で装飾された下水処理場。
- パーム・ハウス（Palm House, イギリス） - 1840年完成の鋳鉄と曲面ガラスで出来た温室。キューガーデンとして世界遺産に登録
- スミスフィールド精肉市場（Smithfield, イギリス） - ヴィクトリア時代の華麗な装飾が施された現役の精肉市場。
- バンクサイド発電所・現テート・モダン美術館（イギリス） - テムズ川沿いの発電所を近現代代美術館に転用
- ローウェル国立歴史公園（Lowell National Historical Park, アメリカ・マサチューセッツ州） - かつての綿紡績工業の遺産を活用した町づくり